# عملية إيريني
تم إطلاق عملية إيريني للقوة البحرية التابعة للاتحاد الأوروبي (إيرينافور ميد إيريني) في 31 مارس 2020 بهدف فرض حظر الأمم المتحدة على توريد الأسلحة إلى ليبيا. عملية إيريني هي عملية عسكرية تابعة للاتحاد الأوروبي تحت مظلة سياسة الأمن والدفاع المشتركة. من المتوقع أن تستخدم العملية الأصول الجوية والبحرية والأقمار الصناعية.

## المهام
عملية إيريني (كلمة يونانية تعني «السلام») لها في الأساس نفس واجبات عملية صوفيا السابقة، ولكن بأولويات مختلفة. إن الواجب الأساسي للعملية الآن تنفيذ قرار الأمم المتحدة الأمني 2292 (2016) المتعلق بحظر الأسلحة المفروض على ليبيا. يُنتهك هذا الحصار باستمرار وقد تم تعريفه مؤخرًا باعتباره نكتة من قبل نائبة مبعوث الأمم المتحدة الخاص إلى ليبيا ستيفاني ويليامز.
كمهام ثانوية، ترث العملية من عملية صوفيا واجب المساهمة في تعطيل شبكات تهريب البشر والاتجار بالبشر، وتدريب خفر السواحل والبحرية الليبية وجمع المعلومات المتعلقة بصادرات البنزين غير القانونية من ليبيا.

## سلسلة القيادة والمقر
قائد العملية هو الأدميرال فابيو أغوستيني (البحرية الإيطالية) ومقرها روما في إيطاليا. نائب قائد العملية هو الأدميرال جان ميشيل مارتينيه (البحرية الفرنسية). لم يتم تعيين قائد قوة بعد. ستتبادل إيطاليا واليونان قائد القوة كل ستة أشهر (مع تناوب القيادة).

## المدة الزمنية
استمر التفويض الأولي لعملية إيريني حتى 31 مارس 2021. لقد أوقفت عملية صوفيا السابقة نشاطها بشكل دائم في نفس الوقت الذي تم فيه إطلاق إيريني.

## الأصول
فرنسا: فرقاطة من فئة كاسارد الفرقاطة الفرنسية جان بارت من 4 مايو 2020
 لوكسمبورغ: طائرة دورية من 4 مايو 2020
عرضت ألمانيا طائرة واحدة من طراز بيه-3C أوريون مع طاقم.

## النقد
لوحظ عن العملية أن «الغالبية العظمى من شحنات الأسلحة إلى ليبيا لا تأتي عن طريق البحر». ومع ذلك، يشير المصدر نفسه أيضًا إلى أن استخدام أصول السواتل يمكن أن يكون حاسمًا لتتبع وتقديم أدلة على الانتهاكات للحظر.

## التواجد على الويب والشبكات الاجتماعية
- موقع عملية إيريني
- عملية إيريني على تويتر
- عملية إيريني على فيسبوك
- عملية إيريني على LinkedIn